# Wojna (singel Fisz Emade Tworzywo)
Wojna – piosenka i singel promocyjny Fisz Emade Tworzywo wydany 9 listopada 2015 przez ART2 Music / Agorę. Pochodzi z płyty Mamut (piosenka jest 4. z kolei). Gościnnie w piosence wystąpiła Katarzyna Nosowska.

## Notowania
- Lista Przebojów Trójki: 2[3]